# سالومون نورثاپ
سالومون نورثاپ (زادهٔ ۱۰ ژوئیه ح. 1807–1808؛ مرگ ح. 1864) یک سیاه‌پوست آزاد ساکن نیویورک و فرزند یک برده آزاد شده بود.
دو تاجر برده با بیهوش کردن وی، او را به عنوان برده می‌فروشند. او را با کشتی به نیواورلئان برده جایی که یک مزرعه‌دار او را خریداری می‌کند.در طول این مدت وی را چندین بار دیگر نیز خرید و فروش می‌کنند. او همچنین چند بار تلاش برای فرار کرد. در نهایت با برقراری ارتباط با دوستان و خانواده اش موفق به کسب مجدد آزادی‌اش می‌شود.
در اولین سال بعد از آزادی، وی کتابی با نام ۱۲ سال بردگی را در سال ۱۸۵۳ منتشر می‌کند که در آن به بیان خاطرات و وقایعی‌ای که بر او در طول این ۱۲ سال اتفاق افتاد می‌پردازد.
از روی کتاب وی فیلمی نیز با نام ۱۲ سال بردگی محصول سال ۲۰۱۳ به کارگردانی استیو مک‌کوئین ساخته شده‌است.